# Edwardsina chilota
Edwardsina chilota är en tvåvingeart som beskrevs av Edwards 1929. Edwardsina chilota ingår i släktet Edwardsina och familjen Blephariceridae. Inga underarter finns listade i Catalogue of Life.